# Björneborgs landskommun
Björneborgs landskommun (finska: Porin maalaiskunta) var en kommun i landskapet Satakunda i Finland. 
Björneborgs landskommun var del av Ulfsby härad.
Ytan var 166,0 km² och kommunen beboddes av 8 709 människor med en befolkningstäthet av 52,5 km² (1963).
Kommunen sammanslogs med Björneborgs stad den 1 januari 1967.